# Liste d'élections en 1790
Chronologie des élections
- 1786
- 1787
- 1788
- 1789
- 1790
- 1791
- 1792
- 1793
- 1794

Cet article recense les élections organisées durant l'année 1790.

Dans les années 1790, seuls trois pays organisent des élections nationales, au sens de consultations populaires : le Royaume de Grande-Bretagne ; les États-Unis d'Amérique ; et la France. À ceux-ci, il faut ajouter le Royaume d'Irlande, État officiellement distinct du Royaume de Grande-Bretagne et doté de son propre parlement. Seule la France (à partir de 1792, brièvement) applique le suffrage universel masculin ; en Grande-Bretagne, aux États-Unis et en Irlande, le suffrage censitaire s'applique. En Irlande, par ailleurs, le droit de vote est réservé aux protestants, excluant la majorité catholique (jusqu'en 1793).

## Élections nationales en 1790
| Date                            | État             | Élection ou référendum                    | Contexte | Résultat |
| ------------------------------- | ---------------- | ----------------------------------------- | --- | --- |
| 1790                            | Pologne-Lituanie | Législatives                              | | Cette section est vide, insuffisamment détaillée ou incomplète. Votre aide est la bienvenue ! Comment faire ?                              |
| 16 juin 1790 - 28 juillet 1790  | Grande-Bretagne  | Législatives                              | Premier ministre depuis 1783, William Pitt le Jeune, dirigeait une coalition whig-tory.La principale opposition à Pitt était une faction de whigs dirigée par Charles James Fox et le duc de Portland. | Le gouvernement de coalition de Pitt le Jeune conserve sa majorité à la Chambre des communes. Les Whigs partisans de Fox sont en minorité. |
| juin 1790                       | Irlande          | Législatives                              | Tout comme en Grande-Bretagne, les deux factions sont les Tories et les Whigs. De nombreux députés en Irlande n'ont toutefois pas d'étiquette politique.                                               | La répartition des sièges par faction en 1790 n'est pas connue.                                                                            |
| 30 septembre                    | Saint-Empire     | Impériales                                | | Cette section est vide, insuffisamment détaillée ou incomplète. Votre aide est la bienvenue ! Comment faire ?                              |
| 27 avril 1790 - 11 octobre 1791 | États-Unis       | Législatives (chambre (en) et sénat (en)) | La date des élections est à la discrétion de l'organisateur dans chaque circonscription.Élection au suffrage censitaire.Il n'existe pas encore de parti politique formel.                              | Voir l'article : Liste d'élections en 1791.                                                                                                |